# Transkriptom
Das Transkriptom ist die Summe aller zu einem bestimmten Zeitpunkt in einer Zelle transkribierten, das heißt von der DNA in RNA umgeschriebenen Gene, also die Gesamtheit aller in einer Zelle hergestellten RNA-Moleküle.

## Eigenschaften
Der Begriff ist vergleichbar mit dem Proteom, der Gesamtheit der zu einem bestimmten Zeitpunkt in einer Zelle vorliegenden Proteine. Da aber nicht jede nach der Transkription vorliegende RNA, wie z. B. rRNA oder die RNA von Ribonukleoproteinen, in ein Protein übersetzt (translatiert) wird und mRNAs noch prozessiert werden können, sind Proteom und Transkriptom einer Zelle nicht identisch.
Zur Analyse des Transkriptoms wird in aller Regel auf Methoden wie eine RT-PCR mit degenerierten Primern zurückgegriffen, gefolgt von einem DNA-Microarray oder einer DNA-Sequenzierung im Hochdurchsatz (RNA-Seq). RNA-Protein-Interaktionen können mit Methoden wie RIP-Chip, CLIP-Seq, PAR-CLIP oder ICLIP untersucht werden. Eine andere Methode, bei der auch die Aktivität unbekannter Gene beobachtet werden kann, ist die so genannte Serielle Analyse der Genexpression (SAGE) und SuperSAGE.
Unter dem Begriff der Transkriptomik versteht man die Studie der mRNA-Expression einer Zelle. Der Begriff ist eine Analogie zum Begriff Proteomik und synonym zur Genexpressionsanalyse.